# Flynonstop
Fra der du bor. Til dit du skal

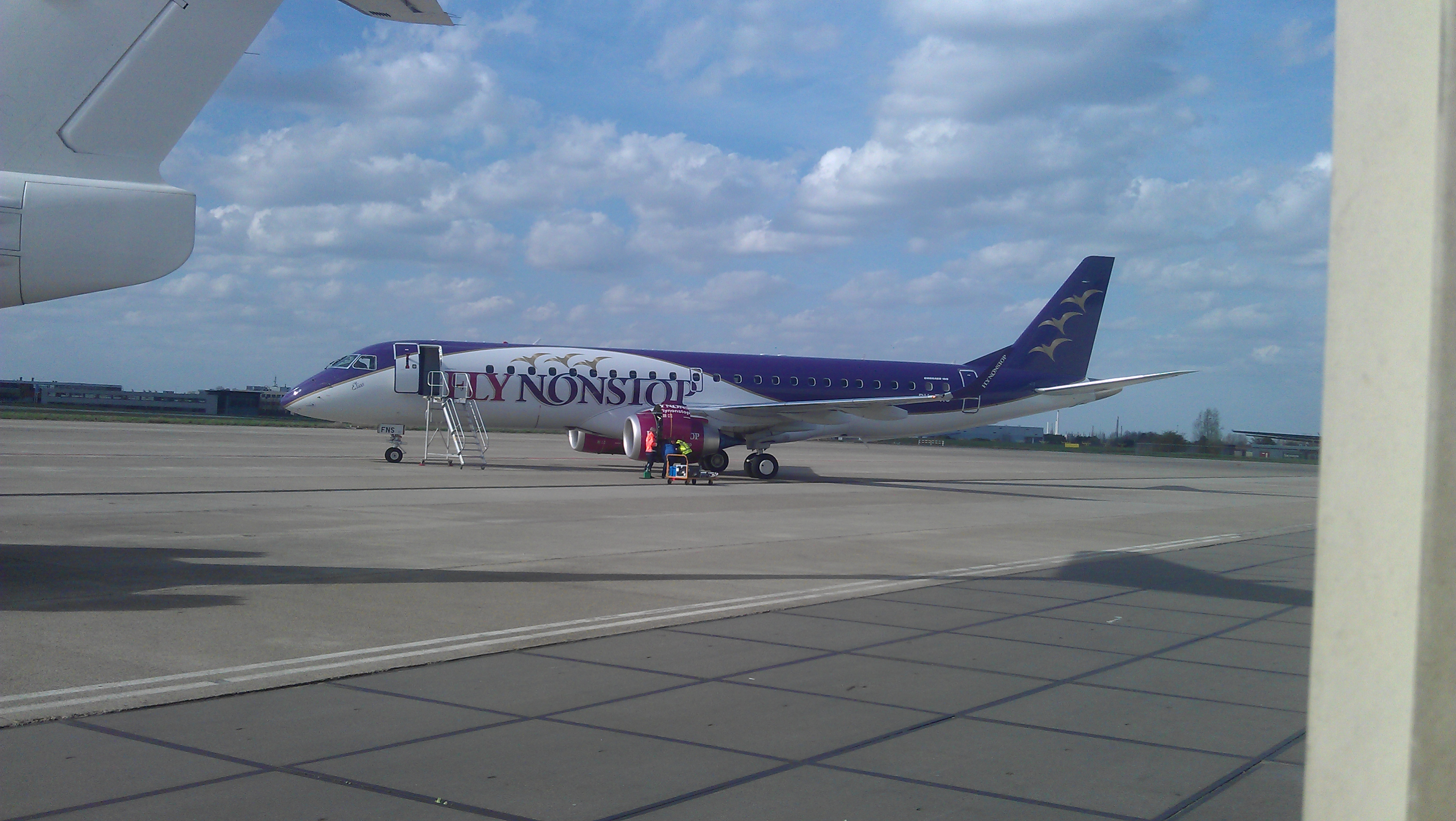
Un avion de la compagnie Fly nonstop.

FlyNonstop était une compagnie aérienne virtuelle de Norvège ne disposant pas de licence de vol mais utilisant un avion opéré par la compagnie charter néerlandaise Denim Air. Elle propose des vols depuis deux aéroports, à Kristiansand et Ålesund, vers huit destinations en Europe.

## Histoire
La compagnie FlyNonstop a été imaginée en 2011 par Espen Hennig-Olsen, dirigeant du producteur de crèmes glacées du même nom, pour répondre au manque de vols internationaux directs proposés à l’aéroport de Kristiansand, capitale du comté de Vest-Agder à la pointe sud de la Norvège. 
En octobre 2012, il annonce son lancement au printemps suivant avec huit routes internationales sur lesquelles il espère transporter 50 000 passagers par an. En février 2013, il annonce le lancement d’une liaison au départ d’un deuxième aéroport norvégien, Ålesund, à destination de Nice. 
Le 30 octobre 2013, elle annonce subitement être en faillite et cesse toute activité.

## Flotte
FlyNonstop utilise en mai 2013, un unique avion Embraer 190 de 100 places en leasing auprès de CIT et opéré par Denim Air. Certains sièges Elite offrent plus d’espace entre les rangées pour un coût additionnel.